# Вукан Неманич
Вукан (1172—1207) — жупан Діоклеї з 1196 до 1202 року, великий жупан Рашки (Сербії) з 1202 до 1203 року, князь Зети з 1204 до 1207 року. Походив з династії Неманичів.

## Життєпис
Вукан був сином правителя Рашки - Стефана Немані, який у 1196 році зробив його жупаном Дулклеї. Після 1199 року Вукан починає встановлювати політичні відносини з папським Римом та королівством Угорщина. Свої перемовини Вукан вів через Іоанна, архієпископа Антибарійського. Метою його було отримати від папи римського права на Сербію. Взамін Вукан обіцяв підкорити Сербське князівство Риму.
Водночас Вукан допомився з Імре, королем Угорщини щодо своєї підтримки. У свою чергу Імре сподівався встановити протекторат над усією територією Сербії. У 1202 році Вукан почав діяти. Йому вдалося скинути свого брата Стефана II за допомогою угорської армії. Проте незабаром проти угорського втручання виступив цар Болгарії Калоян. У 1203 році він розбив армію Вукана під містом Ніш. Цим скористався у свою чергу Стефан II, який повернув собі владу над великою жупанією. Як примиритель братів виступив Савва, найстраший брат Стефана й Вукана. Внаслідок цього Вукан став князем Зети на півдні держави.

## Родина
1. Дружина (ім'я невідоме)
Діти:
- Дорде
- Стефан
- Дмитро